# Miami Open 2025
Miami Open 2025, oficiálně Miami Open presented by Itaú 2025, byl tenisový turnaj na profesionálním okruhu mužů ATP Tour a žen WTA Tour, hraný v areálu Hard Rock Stadium na dvorcích s tvrdým povrchem Laykold. Jubilejní čtyřicátý ročník Miami Masters probíhal mezi 18. a 30. březnem 2025 ve floridském Miami Gardens, městě miamské metropolitní oblasti. Generálním sponzorem je podesáté bankovní dům Itaú.
Mužská polovina dotovaná 11 255 360 dolarů představovala druhý sezónní díl kategorie ATP Tour Masters 1000. Ženská část s rozpočtem 8 963 700 dolarů patřila do kategorie WTA 1000. Nejvýše nasazenými singlisty se opět stali druhý tenista klasifikace Alexander Zverev z Německa a světová jednička Aryna Sabalenková. Jako poslední přímí účastníci do dvouher nastoupili brazilský 75. hráč žebříčku Thiago Seyboth Wild a 75. žena klasifikace Kamilla Rachimovová. V důsledku invaze Ruska na Ukrajinu na konci února 2022 řídící organizace tenisu ATP, WTA a ITF s grandslamy rozhodly, že ruští a běloruští tenisté mohli dále na okruzích startovat, ale do odvolání nikoli pod vlajkami Ruska a Běloruska.
První kariérní titul na okruhu ATP Tour vybojoval 19letý Jakub Menšík. Stal se tak druhým nejmladším vítězem floridského turnaje a prvním, jenž trofej získal již při debutové účasti. Rovněž byl čtvrtým hráčem, který první titul vyhrál na Mastersu a čtvrtým českým šampionem v této kategorii. Po skončení premiérově figuroval na 24. místě žebříčku. Devatenáctou trofej z dvouhry okruhu WTA Tour si odvezla miamská rezidentka Aryna Sabalenková, jež si upevnila vedení na čele klasifikace. Osmým turnajovým vavřínem v kategorii WTA 1000 vyrovnala na šestém místě figurující Marii Šarapovovou. Finálová porážka z předcházejícího BNP Paribas Open ji připravila o zkompletování Sunshine Doublu.
Mužskou čtyřhru ovládl první světový pár, Salvadorec Marcelo Arévalo s Chorvatem Matem Pavićem. Jeho členové získali šestou párovou trofej. Po triumfu na předcházejícím Indian Wells Open 2025 zkompletovali jako šestá dvojice  Sunshine Double. Ženský debl ovládly Mirra Andrejevová s Dianou Šnajderovou. Na túře WTA získaly druhé individuální tituly ze čtyřhry i druhý párový triumf.

## Rozdělení bodů a finančních odměn

### Rozdělení bodů
| Soutěž       | Soutěž       | vítězové | finalisté | semifinalisté | čtvrtfinalisté | 16 v kole | 32 v kole | 64 v kole | 96 v kole | Q  | Q2 | Q1 |
| ------------ | ------------ | -------- | --------- | ------------- | -------------- | --------- | --------- | --------- | --------- | -- | -- | -- |
| dvouhra mužů | [ 7 ] [ 14 ] | 1000     | 650       | 400           | 200            | 100       | 50        | 30        | 10        | 20 | 10 | 0  |
| čtyřhra mužů | [ 15 ]       | 1000     | 600       | 360           | 180            | 90        | 0         | —         | —         | —  | —  | —  |
| dvouhra žen  | [ 6 ] [ 16 ] | 1000     | 650       | 390           | 215            | 120       | 65        | 35        | 10        | 30 | 20 | 2  |
| čtyřhra žen  | [ 17 ]       | 1000     | 650       | 390           | 215            | 120       | 10        | —         | —         | —  | —  | —  |

Vysvětlivky
1. 1 2  Nasazení s volným losem obdrželi v případě prohry body za první kolo.
2. ↑  Startující na divokou kartu v případě prohry neobrželi žádné body.

### Finanční odměny
| Soutěž                                  | Soutěž       | vítězové    | finalisté | semifinalisté | čtvrtfinalisté | 16 v kole | 32 v kole | 64 v kole | 96 v kole | Q2       | Q1      |
| --------------------------------------- | ------------ | ----------- | --------- | ------------- | -------------- | --------- | --------- | --------- | --------- | -------- | ------- |
| dvouhra mužů                            | [ 7 ] [ 14 ] | 1 124 380 $ | 597 890 $ | 332 160 $     | 189 075 $      | 103 225 $ | 60 440 $  | 35 260 $  | 23 760 $  | 13 795 $ | 7 155 $ |
| dvouhra žen                             | [ 6 ] [ 16 ] | 1 124 380 $ | 597 890 $ | 332 160 $     | 189 075 $      | 103 225 $ | 60 440 $  | 35 260 $  | 23 760 $  | 13 795 $ | 7 155 $ |
| čtyřhra mužů                            | [ 15 ]       | 457 150 $   | 242 020 $ | 129 970 $     | 65 000 $       | 34 850 $  | 19 050 $  | —         | —         | —        | —       |
| čtyřhra žen                             | [ 17 ]       | 457 150 $   | 242 020 $ | 129 970 $     | 65 000 $       | 34 850 $  | 19 050 $  | —         | —         | —        | —       |
| částky ve čtyřhrách jsou uvedeny na pár |              |             |           |               |                |           |           |           |           |          |         |

## Mužská dvouhra

### Nasazení

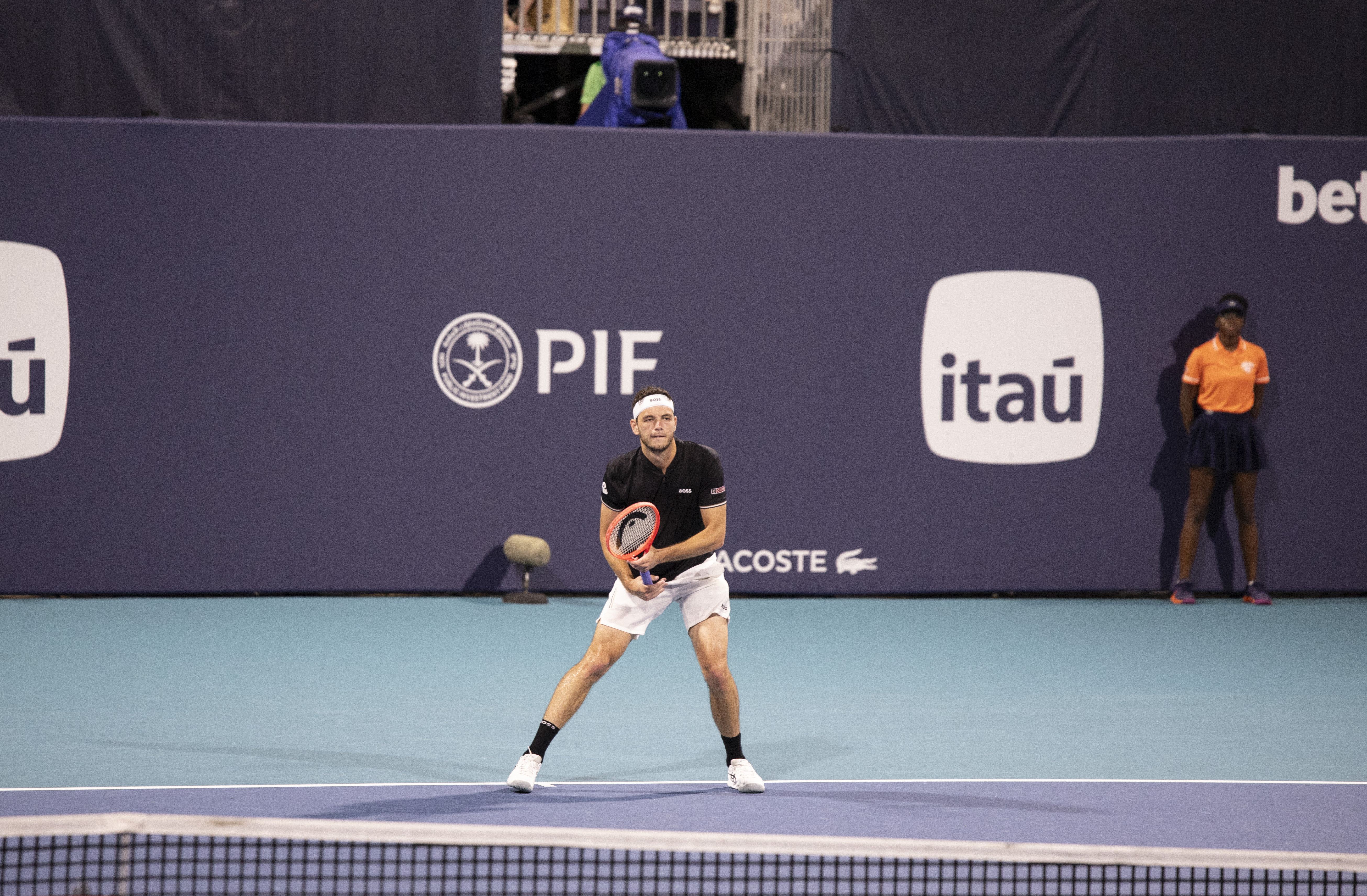
Americká jednička, Taylor Fritz, skončila v semifinále

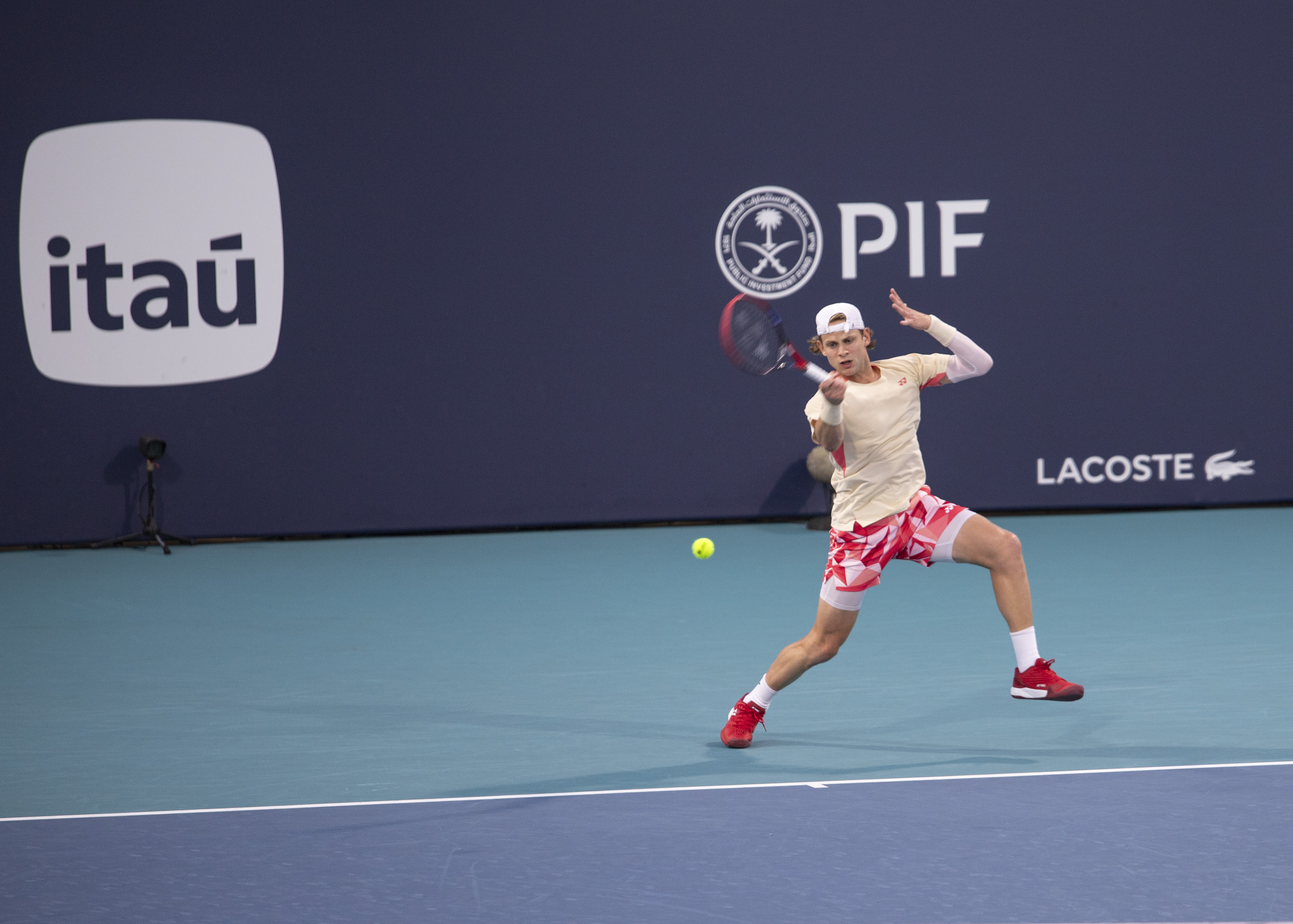
Zizou Bergs prošel poprvé do třetího kola Mastersu

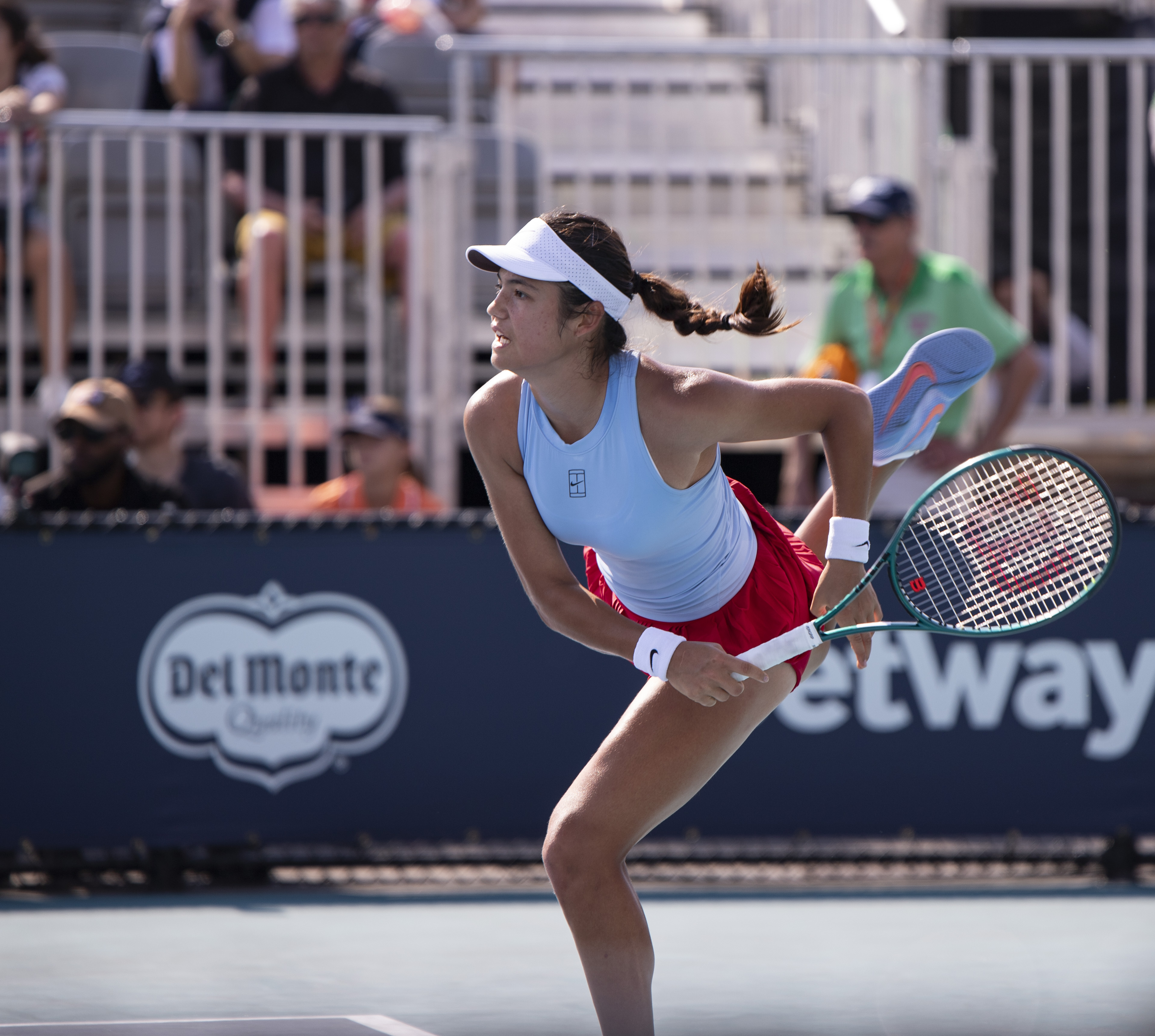
Emma Raducanuová si zahrála čtvrtfinále

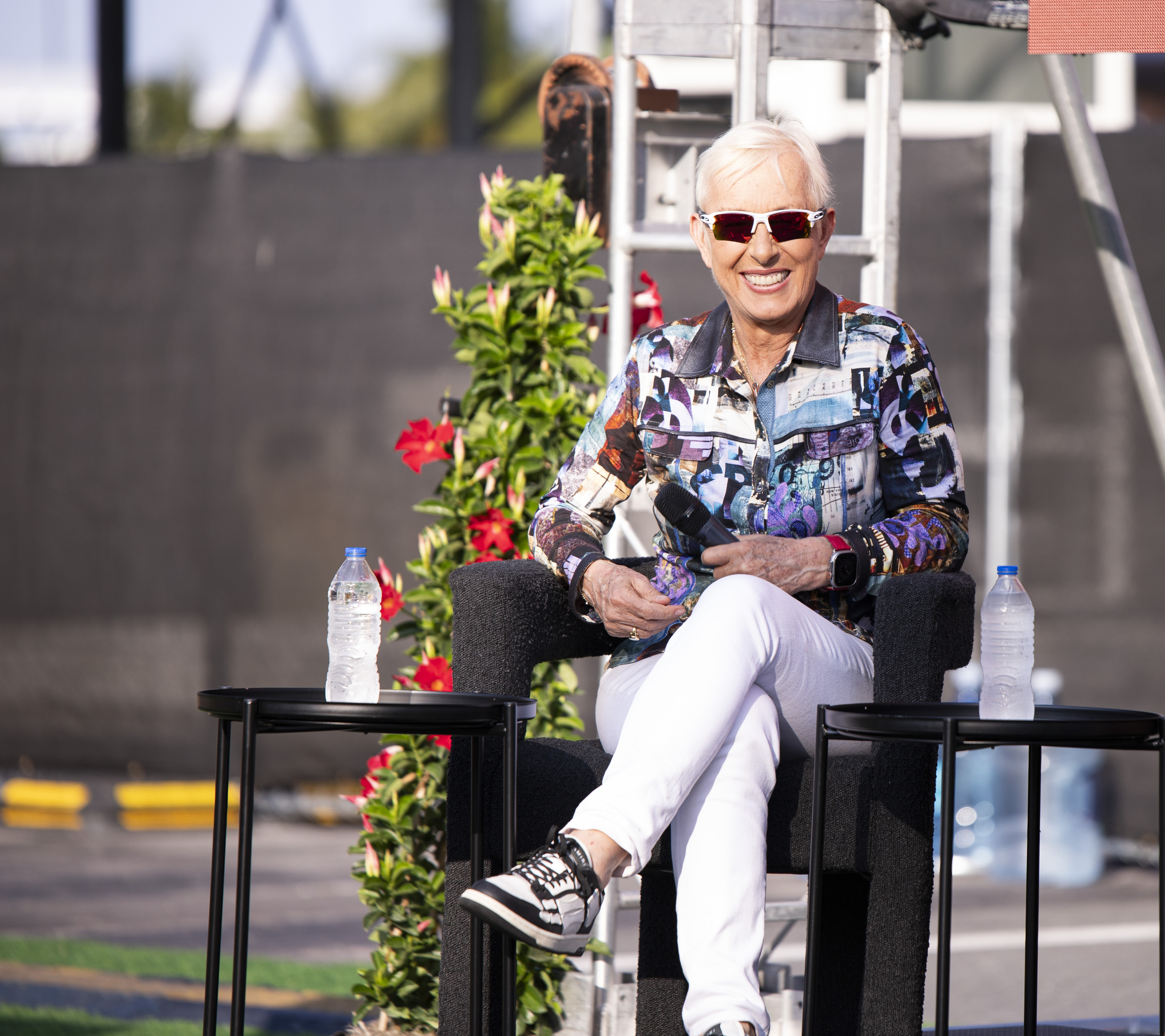
Vítězka úvodního ročníku Martina Navrátilová během rozhovoru

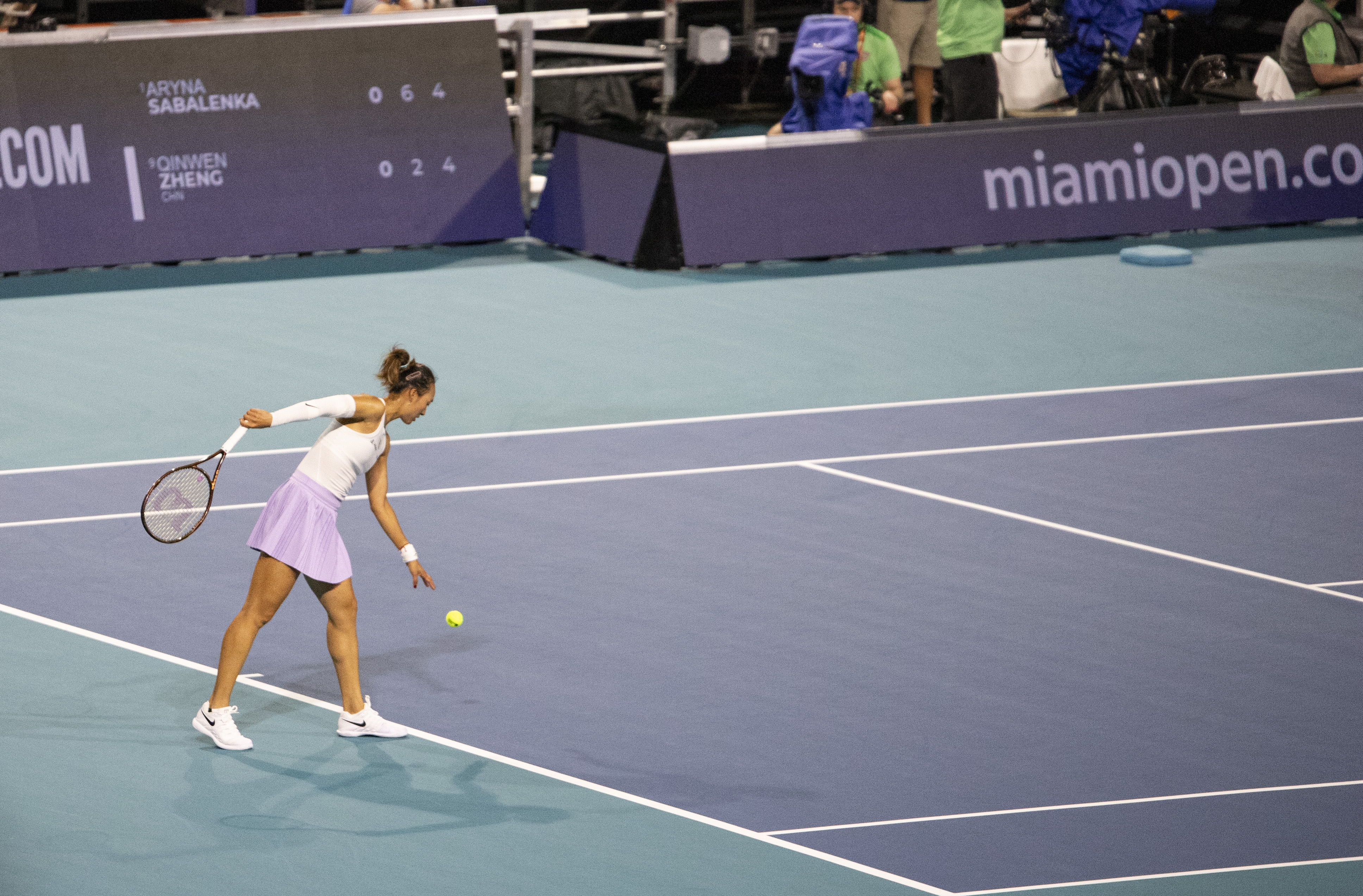
Čeng Čchin-wen postoupila v Miami poprvé do čtvrtfinále

| Stát                           | Hráč                       | ATP | Nasazení |
| ------------------------------ | -------------------------- | --- | -------- |
| Německo                        | Alexander Zverev           | 2.  | 1.       |
| Španělsko                      | Carlos Alcaraz             | 3.  | 2.       |
| USA                            | Taylor Fritz               | 4.  | 3.       |
| Srbsko                         | Novak Djoković             | 5.  | 4.       |
| Norsko                         | Casper Ruud                | 6.  | 5.       |
| Spojené království             | Jack Draper                | 7.  | 6.       |
|                                | Daniil Medveděv            | 8.  | 7.       |
|                                | Andrej Rubljov             | 9.  | 8.       |
| Řecko                          | Stefanos Tsitsipas         | 10. | 9.       |
| Austrálie                      | Alex de Minaur             | 11. | 10.      |
| Dánsko                         | Holger Rune                | 12. | 11.      |
| USA                            | Tommy Paul                 | 13. | 12.      |
| USA                            | Ben Shelton                | 14. | 13.      |
| Bulharsko                      | Grigor Dimitrov            | 15. | 14.      |
| Itálie                         | Lorenzo Musetti            | 16. | 15.      |
| USA                            | Frances Tiafoe             | 17. | 16.      |
| Francie                        | Arthur Fils                | 18. | 17.      |
| Kanada                         | Félix Auger-Aliassime      | 19. | 18.      |
| Francie                        | Ugo Humbert                | 20. | 19.      |
| Česko                          | Tomáš Macháč               | 21. | 20.      |
| Polsko                         | Hubert Hurkacz             | 22. | 21.      |
|                                | Karen Chačanov             | 23. | 22.      |
| Argentina                      | Francisco Cerúndolo        | 24. | 23.      |
| USA                            | Sebastian Korda            | 25. | 24.      |
| Austrálie                      | Alexei Popyrin             | 26. | 25.      |
| Česko                          | Jiří Lehečka               | 27. | 26.      |
| Kanada                         | Denis Shapovalov           | 28. | 27.      |
| Francie                        | Giovanni Mpetshi Perricard | 29. | 28.      |
| Itálie                         | Matteo Berrettini          | 30. | 29.      |
| Chile                          | Alejandro Tabilo           | 31. | 30.      |
| USA                            | Brandon Nakashima          | 32. | 31.      |
| USA                            | Alex Michelsen             | 33. | 32.      |
| Žebříček ATP k 17. březnu 2025 |                            |     |          |

### Jiné formy účasti
Následující hráčí obdrželi divokou kartu do hlavní soutěže:
- Federico Cinà
- Christopher Eubanks
- Eliot Spizzirri
- Coleman Wong
- Wu I-ping

Následující hráči nastoupili pod žebříčkovou ochranou:
- Jenson Brooksby
- Nick Kyrgios
- Reilly Opelka

Následující hráči postoupili z kvalifikace:
- Alexander Blockx
- Ceng Čchun-sin
- Francisco Comesaña
- Jacob Fearnley
- Billy Harris
- Brandon Holt
- Mackenzie McDonald
- Christopher O'Connell
- Ethan Quinn
- Rei Sakamoto
- Tristan Schoolkate
- Thiago Agustín Tirante

Následující hráči postoupili z kvalifikace jako šťastní poražení:
- Camilo Ugo Carabelli
- Gabriel Diallo
- Hugo Gaston
- Adam Walton

### Odhlášení
- Čang Č’-čen → nahradil jej  Learner Tien
- Hubert Hurkacz → nahradil jej  Adam Walton
- Nicolás Jarry → nahradil jej  Camilo Ugo Carabelli
- Tallon Griekspoor →  nahradil jej  Gabriel Diallo
- Thanasi Kokkinakis → nahradil jej  Rinky Hijikata
- Kei Nišikori → nahradil jej  Hugo Gaston
- Jannik Sinner → nahradil jej  Aleksandar Kovacevic
- Šang Ťün-čcheng → nahradil jej  Quentin Halys

## Mužská čtyřhra

### Nasazení
| Stát                                                                                    | Hráč              | Stát               | Hráč             | ATP | Nasazení |
| --------------------------------------------------------------------------------------- | ----------------- | ------------------ | ---------------- | --- | -------- |
| Salvador                                                                                | Marcelo Arévalo   | Chorvatsko         | Mate Pavić       | 2.  | 1.       |
| Finsko                                                                                  | Harri Heliövaara  | Spojené království | Henry Patten     | 7.  | 2.       |
| Itálie                                                                                  | Simone Bolelli    | Itálie             | Andrea Vavassori | 17. | 3.       |
| Španělsko                                                                               | Marcel Granollers | Argentina          | Horacio Zeballos | 21. | 4.       |
| Chorvatsko                                                                              | Nikola Mektić     | Nový Zéland        | Michael Venus    | 27. | 5.       |
| Spojené království                                                                      | Julian Cash       | Spojené království | Lloyd Glasspool  | 33. | 6.       |
| Argentina                                                                               | Máximo González   | Argentina          | Andrés Molteni   | 40. | 7.       |
| Spojené království                                                                      | Joe Salisbury     | Spojené království | Neal Skupski     | 48. | 8.       |
| Žebříček ATP k 17. březnu 2025; číslo je součtem žebříčkového postavení obou členů páru |                   |                    |                  |     |          |

### Jiné formy účasti
Následující páry obdržely divokou kartu:
- Robert Cash /  JJ Tracy
- Mackenzie McDonald /  Learner Tien
- Rei Sakamoto /  Coleman Wong

Následující pár nastoupil z pozice náhradníka:
- Hugo Nys /  Édouard Roger-Vasselin

### Odhlášení
před zahájením turnaje
- Sander Arends /  Luke Johnson → nahradili je  Guido Andreozzi /  Théo Arribagé
- Kevin Krawietz /  Tim Pütz → nahradili je  Hugo Nys /  Édouard Roger-Vasselin

## Ženská dvouhra

### Nasazení
| Stát                          | Hráčka                   | WTA | Nasazení |
| ----------------------------- | ------------------------ | --- | -------- |
|                               | Aryna Sabalenková        | 1.  | 1.       |
| Polsko                        | Iga Świąteková           | 2.  | 2.       |
| USA                           | Coco Gauffová            | 3.  | 3.       |
| USA                           | Jessica Pegulaová        | 4.  | 4.       |
| USA                           | Madison Keysová          | 5.  | 5.       |
| Itálie                        | Jasmine Paoliniová       | 7.  | 6.       |
| Kazachstán                    | Jelena Rybakinová        | 8.  | 7.       |
| USA                           | Emma Navarrová           | 10. | 8.       |
| Čína                          | Čeng Čchin-wen           | 9.  | 9.       |
| Španělsko                     | Paula Badosová           | 11. | 10.      |
|                               | Mirra Andrejevová        | 6.  | 11.      |
|                               | Darja Kasatkinová        | 12. | 12.      |
|                               | Diana Šnajderová         | 13. | 13.      |
| USA                           | Danielle Collinsová      | 15. | 14.      |
| Česko                         | Karolína Muchová         | 14. | 15.      |
| Brazílie                      | Beatriz Haddad Maiová    | 18. | 16.      |
| USA                           | Amanda Anisimovová       | 17. | 17.      |
|                               | Jekatěrina Alexandrovová | 20. | 18.      |
| Kazachstán                    | Julia Putincevová        | 24. | 19.      |
| Dánsko                        | Clara Tausonová          | 23. | 20.      |
| Chorvatsko                    | Donna Vekićová           | 19. | 21.      |
| Ukrajina                      | Elina Svitolinová        | 22. | 22.      |
| Ukrajina                      | Marta Kosťuková          | 29. | 23.      |
|                               | Ljudmila Samsonovová     | 21. | 24.      |
| Lotyšsko                      | Jeļena Ostapenková       | 25. | 25.      |
| Kanada                        | Leylah Fernandezová      | 26. | 26.      |
| Belgie                        | Elise Mertensová         | 28. | 27.      |
| Řecko                         | Maria Sakkariová         | 51. | 28.      |
| Polsko                        | Magdalena Fręchová       | 27. | 29.      |
| Česko                         | Linda Nosková            | 31. | 30.      |
| Tunisko                       | Ons Džabúrová            | 30. | 31.      |
|                               | Anna Kalinská            | 33. | 32.      |
| Žebříček WTA k 3. březnu 2025 |                          |     |          |

### Jiné formy účasti
Následující hráčky obdržely divokou kartu do hlavní soutěže:
- Erika Andrejevová
- Hailey Baptisteová
- Alexandra Ealaová
- Tyra Caterina Grantová
- Sajaka Išiiová
- Petra Kvitová
- Victoria Mboková
- Ajla Tomljanovićová

Následující hráčky nastoupily pod žebříčkovou ochranou:
- Sorana Cîrsteaová
- Lauren Davisová
- Julia Grabherová
- Caty McNallyová

Následující hráčky postoupily z kvalifikace:
- Kimberly Birrellová
- Anna Bondárová
- Linda Fruhvirtová
- Aoi Itóová
- Claire Liuová
- Rebeka Masárová
- Greet Minnenová
- Bernarda Peraová
- Elena-Gabriela Ruseová
- Julija Starodubcevová
- Lucrezia Stefaniniová
- Taylor Townsendová

### Odhlášení
před zahájením turnaje
- Barbora Krejčíková → nahradila ji Anna Blinkovová
- Markéta Vondroušová → nahradila ji  Julia Grabherová

## Ženská čtyřhra

### Nasazení
| Stát                                                                                    | Hráčka             | Stát        | Hráčka                 | WTA | Nasazení |
| --------------------------------------------------------------------------------------- | ------------------ | ----------- | ---------------------- | --- | -------- |
| Česko                                                                                   | Kateřina Siniaková | USA         | Taylor Townsendová     | 3.  | 1.       |
| Kanada                                                                                  | Gabriela Dabrowská | Nový Zéland | Erin Routliffeová      | 7.  | 2.       |
| Itálie                                                                                  | Sara Erraniová     | Itálie      | Jasmine Paoliniová     | 13. | 3.       |
| Lotyšsko                                                                                | Jeļena Ostapenková | Austrálie   | Ellen Perezová         | 21. | 4.       |
| Čínská Tchaj-pej                                                                        | Čan Chao-čching    |             | Veronika Kuděrmetovová | 23. | 5.       |
| Kazachstán                                                                              | Anna Danilinová    |             | Irina Chromačovová     | 31. | 6.       |
| Belgie                                                                                  | Elise Mertensová   | Čína        | Čang Šuaj              | 33. | 7.       |
| USA                                                                                     | Sofia Keninová     | Ukrajina    | Ljudmyla Kičenoková    | 37. | 8.       |
| Žebříček WTA k 3. březnu 2025; číslo je součtem žebříčkového postavení obou členek páru |                    |             |                        |     |          |

### Jiné formy účasti
Následující páry obdržely divokou kartu:
- McCartney Kesslerová /  Robin Montgomeryová
- Marta Kosťuková /  Elena-Gabriela Ruseová
- Sü I-fan /  Jang Čao-süan

Následující páry nastoupily pod žebříčkovou ochranou:
- Caroline Dolehideová /  Storm Hunterová
- Anna Kalinská /  Caty McNallyová

Následující páry nastoupily z pozice náhradníků:
- Jekatěrina Alexandrovová /  Peyton Stearnsová
- Quinn Gleasonová /  Ingrid Martinsová
- Magda Linetteová /  Dajana Jastremská

### Odhlášení
před zahájením turnaje
- Beatriz Haddad Maiová /  Laura Siegemundová → nahradily je  Magda Linetteová /  Dajana Jastremská
- Marta Kosťuková /  Elena-Gabriela Ruseová → nahradily je  Quinn Gleasonová /  Ingrid Martinsová
- Anastasija Potapovová /  Julia Putincevová → nahradily je Jekatěrina Alexandrovová /  Peyton Stearnsová

## Přehled finále

### Mužská dvouhra
- Jakub Menšík vs.  Novak Djoković, 7–6(7–4), 7–6(7–4)

### Ženská dvouhra
- Aryna Sabalenková vs.  Jessica Pegulaová, 7–5, 6–2

### Mužská čtyřhra
- Marcelo Arévalo /  Mate Pavić vs.  Julian Cash /  Lloyd Glasspool, 7–6(7–3), 6–3

### Ženská čtyřhra
- Mirra Andrejevová /   Diana Šnajderová vs.  Cristina Bucșová /  Miju Katová, 6–3, 6–7(5–7), [10–2]